# Cantó de Wintzenheim
El cantó de Wintzenheim (alsacià kanton Winzene) és una divisió administrativa francesa situat al departament de l'Alt Rin i a la regió del Gran Est També forma part de la segona circumscripció de l'Alt Rin.

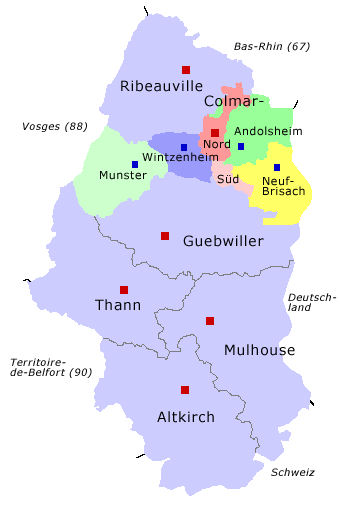
representació del cantó de Wintzenheim al districte de Colmar i al departament de l'Alt Rin

## Composició
El cantó aplega 10 comunes :
| Nom alsacià    | Nom francès             | Nom alemany     |
| Exe            | Eguisheim               | Egisheim        |
| Herrlese       | Herrlisheim-près-Colmar | Herrlisheim     |
| Hìsre          | Husseren-les-Châteaux   | Häusern         |
| Owermorschwihr | Obermorschwihr          | Obermorschweier |
| Tírke          | Turckheim               | Türkheim        |
| Vegelshofe     | Vœgtlinshoffen          | Vögtlinshofen   |
| Wàlbàch        | Walbach                 | Walbach         |
| Wettelse       | Wettolsheim             | Wettolsheim     |
| Winzene        | Wintzenheim             | Winzenheim      |
| Zímmerbàch     | Zimmerbach              | Zimmerbach      |

## Conseller general de l'Alt Rin
- 2004-2010: Guy Daesslé
- 1998-2004: Pierre Knittel